# Académie du FBI

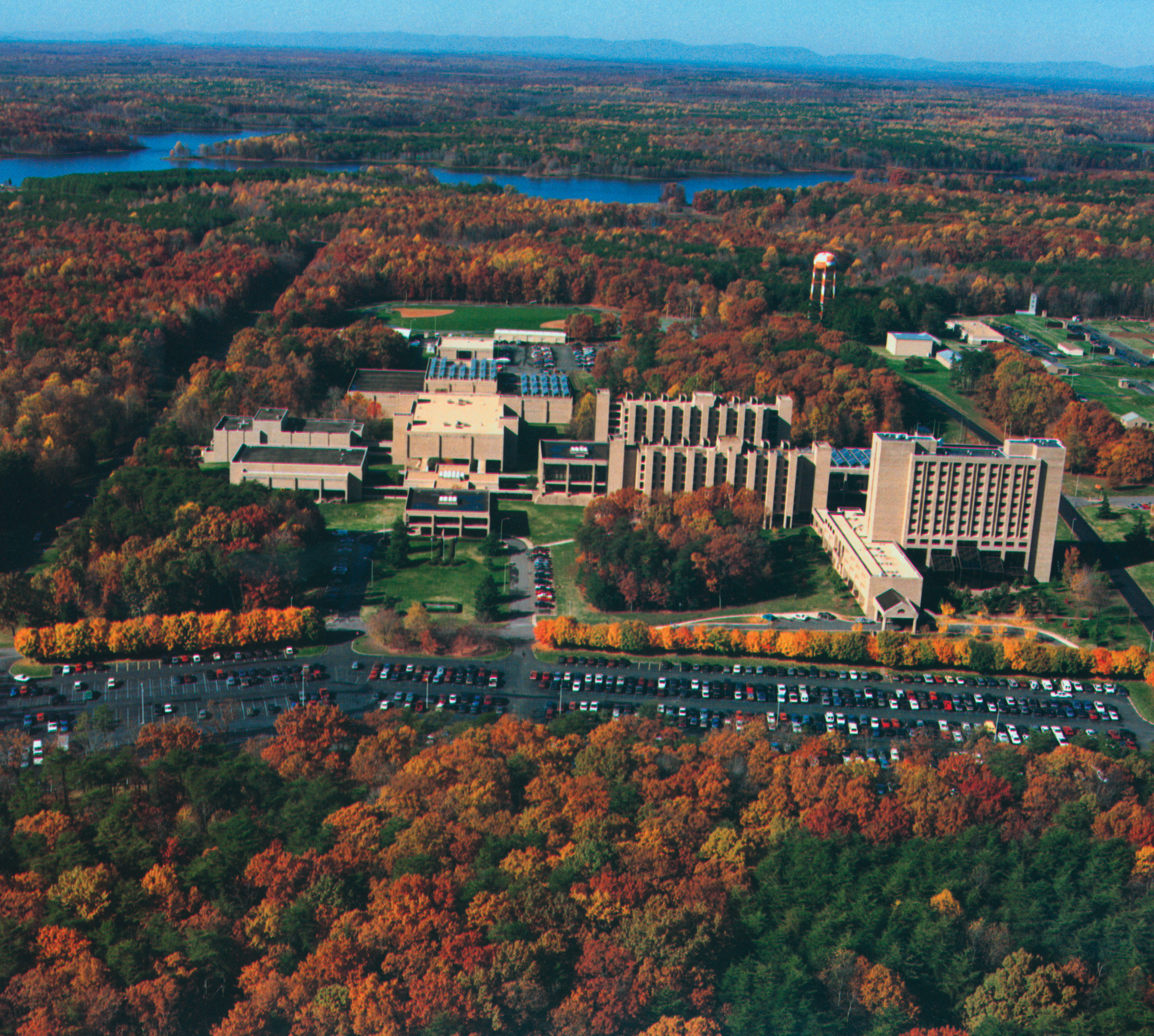
Vue aérienne de l'académie

L'Académie du FBI (FBI Academy), ouverte en 1972 sur un terrain boisé de 1,6 km2 et située à Quantico dans l'État de Virginie, est le terrain d'entraînement des nouveaux agents spéciaux (S.A) du Federal Bureau of Investigation (FBI) et de la Drug Enforcement Administration (DEA). Elle forme de nombreux agents. Le cycle de cours dure 21 semaines.